# Woskriesiency (Kraj Permski)
Woskriesiency (ros. Воскресенцы) – wieś (dieriewnia) w Rosji, w Kraju Permskim, w okręgu miejskim Łyśwy. W 2010 liczyła 77 mieszkańców.